# Comuna Șelimbăr, Sibiu
Șelimbăr (denumire alternativă Șilimbăr, în dialectul săsesc Schällembrich, Šelembriχ, Šallembriχ, Soelembriχ, în germană Schellenberg, în trad. "Dealul Clopotelor", în maghiară Sellenberk) este o comună în județul Sibiu, Transilvania, România, formată din satele Bungard, Mohu, Șelimbăr (reședința) și Veștem.

## Obiective turistice
• Lacul Șopa
• Pădurea Șopa
• Centrul Comercial Șelimbăr

## Sate aparținătoare
- Șelimbăr (reședință) 2014 locuitori.
- Veștem, 1654 locuitori, la 6 km de centrul de comună.
- Bungard, 567 locuitori, la 3 km de centrul de comună.
- Mohu, 677 locuitori, la 4 km de centrul de comună.

## Demografie
Componența etnică a comunei Șelimbăr
     Români (81,66%)
     Alte etnii (1,39%)
     Necunoscută (16,94%)
Componența confesională a comunei Șelimbăr
     Ortodocși (74,51%)
     Alte religii (6,51%)
     Necunoscută (18,98%)
Conform recensământului efectuat în 2021, populația comunei Șelimbăr se ridică la 17.492 de locuitori, în creștere față de recensământul anterior din 2011, când fuseseră înregistrați 7.028 de locuitori. Majoritatea locuitorilor sunt români (81,66%), iar pentru 16,94% nu se cunoaște apartenența etnică. Din punct de vedere confesional, majoritatea locuitorilor sunt ortodocși (74,51%), iar pentru 18,98% nu se cunoaște apartenența confesională.

## Politică și administrație
Comuna Șelimbăr este administrată de un primar și un consiliu local compus din 17 consilieri. Primarul, Marius Grecu[*], de la Partidul Național Liberal, este în funcție din 2016. Începând cu alegerile locale din 2024, consiliul local are următoarea componență pe partide politice:
|  | Partid                          | Consilieri | Componența Consiliului | Componența Consiliului | Componența Consiliului | Componența Consiliului | Componența Consiliului | Componența Consiliului | Componența Consiliului |
|  | ------------------------------- | ---------- | ---------------------- | ---------------------- | ---------------------- | ---------------------- | ---------------------- | ---------------------- | ---------------------- |
|  | Partidul Național Liberal       | 7          |                        |                        |                        |                        |                        |                        |                        |
|  | Alianța Dreapta Unită           | 5          |                        |                        |                        |                        |                        |                        |                        |
|  | Partidul Social Democrat        | 3          |                        |                        |                        |                        |                        |                        |                        |
|  | Alianța pentru Unirea Românilor | 1          |                        |                        |                        |                        |                        |                        |                        |
|  | Meițescu Daniela-Maria          | 1          |                        |                        |                        |                        |                        |                        |                        |

## Galerie de imagini

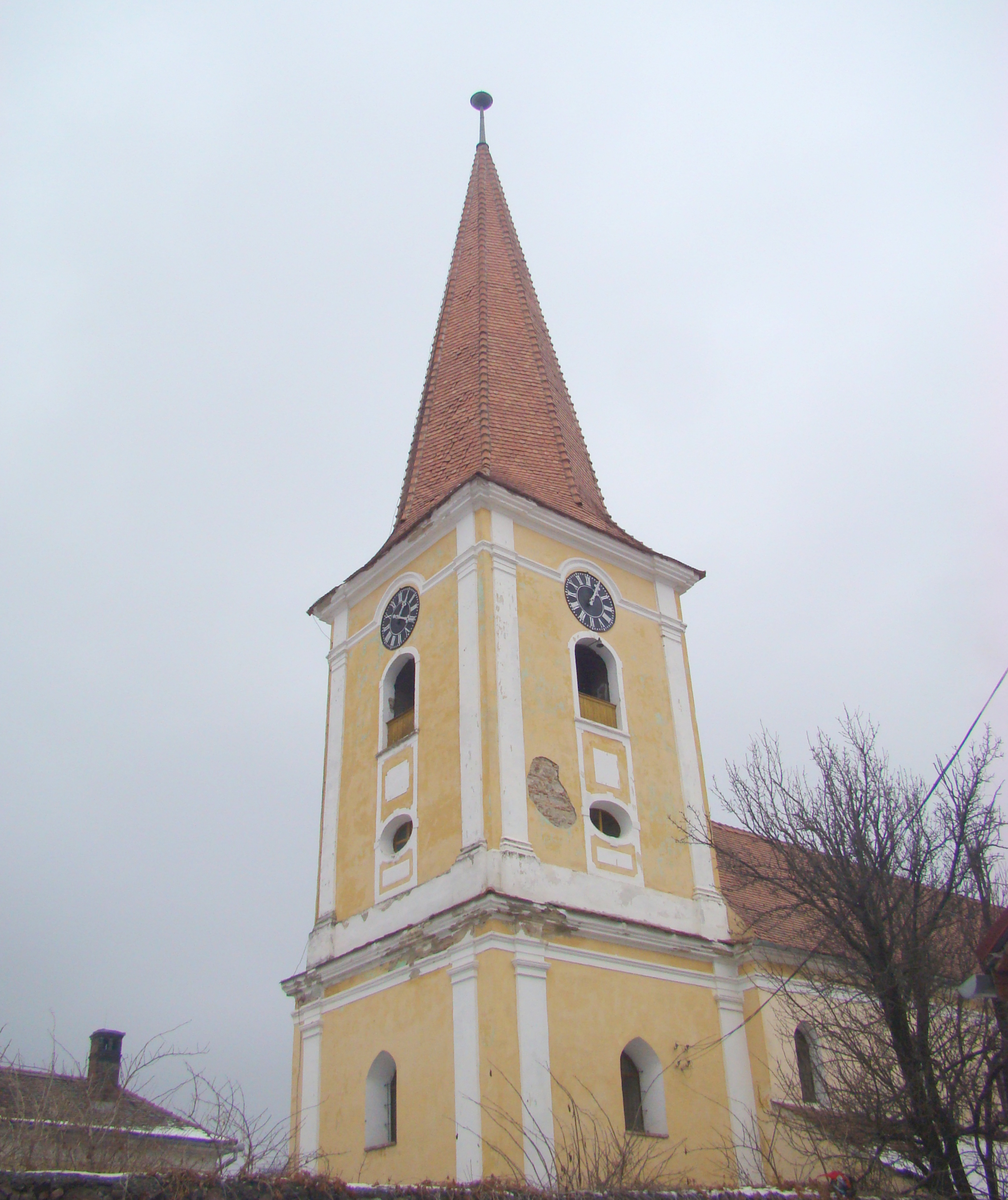
Turnul-clopotniță al Bisericii Evanghelice construit în 1804
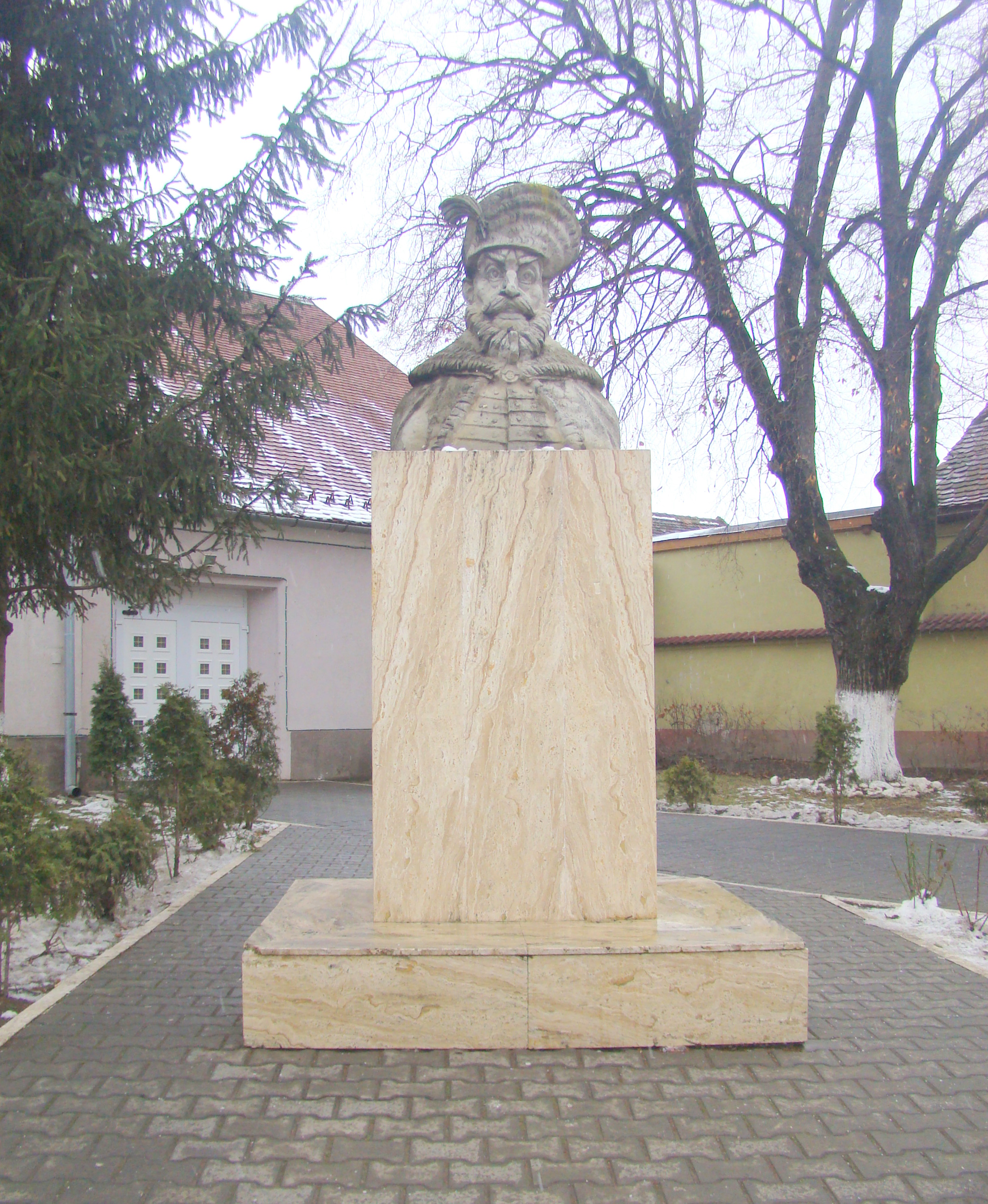
Bustul domnitorului Mihai Viteazul

## Primarii comunei
- 1992   - 1996 - Condurat Gheorghe, PNȚCD (CDR - Convenția democrată română)
- 1996[8] - 2000 - Tatu Ioan, de la PDSR
- 2000[9] - 2004 - Maricuța Ioan Daniel, Independent
- 2004[10] - 2008 - Maricuța Ioan Daniel, Independent
- 2008[11] - 2012 - Maricuța Ioan Daniel, Independent
- 2012[12] - 2015 - Maricuța Ioan-Daniel, Independent
- 2016[13] - prezent - Grecu Marius, Independent

## Viceprimarii comunei
- 1990 - 1992 - Baciu Viorel, PDAR
- 1992 - 1996 - Tatu Ioan, PNȚCD
- 1996 - 2000 - Boar Nistor Costel, PD
- 2000 - 2001 - Sandru Doru, UFD
- 2001 - 2004 - Popescu Liviu, UFD
- 2004 - 2008 - Deac Constantin, PNL
- 2008 - 2012 - Grecu Marius, PSD
- 2012 - 2016 - Grecu Marius, PSD
- 2016 - present - Crăciun Iulia Cătălina, PSD

## Personalități născute aici
- Anton Moisin (n. 1944), istoric, preot, profesor, membru al Uniunii Scriitorilor din România;
- Toma Dordea (1921 - 2015), academician, profesor universitar la Politehnica Timișoara, specialist în domeniul mașinilor electrice, președinte filialei Timișoara a Academiei Române și membru titular al Academiei de Științe Tehnice din România.